# Gertrud Scholz
Hedwig Emma Gertrud Scholz, auch Gertrud Hass, (* 26. April 1881 in Berlin; † 18. April 1950 in West-Berlin) war eine deutsche Politikerin (SPD).

## Leben
Als Gertrud Uster geboren, machte sie eine Lehre als Zuschneiderin und heiratete 1899 den späteren Bezirksbürgermeister von Neukölln Alfred Scholz (1876–1944). Aus dieser Ehe gingen vier Kinder hervor: Erwin (1899–1904), Hertha Beese (1902–1987), später Bezirksstadträtin in Reinickendorf, Arno Scholz (1904–1971), später Publizist und Verleger, und Ella. Als 1908 im Deutschen Kaiserreich die Mitgliedschaft von Frauen erlaubt wurde, trat sie der SPD bei und wurde 1910 Frauenbeisitzerin der Rixdorfer SPD. Nach dem Ersten Weltkrieg und der Novemberrevolution wurde Gertrud Scholz als einzige Frau in den Neuköllner Arbeiter- und Soldatenrat gewählt.
Bei den Kommunalwahlen 1919 wurden sowohl Gertrud Scholz als auch ihr Ehemann Alfred in die Stadtverordnetenversammlung der damals selbständigen Stadt Neukölln gewählt. Alfred Scholz wurde Neuköllner Bürgermeister. Auch nach der Eingemeindung zu Groß-Berlin blieb sie Mitglied der Bezirksversammlung im Bezirk Neukölln. Bei der Wahl 1921 wurde Scholz in die Berliner Stadtverordnetenversammlung gewählt. Dort lernte Gertrud Scholz den Stadtverordnetenvorsteher Johannes Hass (1873–1945) kennen und heiratete ihn 1928. Nach der „Machtergreifung“ der Nationalsozialisten verloren beide Ehepartner ihre Arbeit und ihr Mandat.

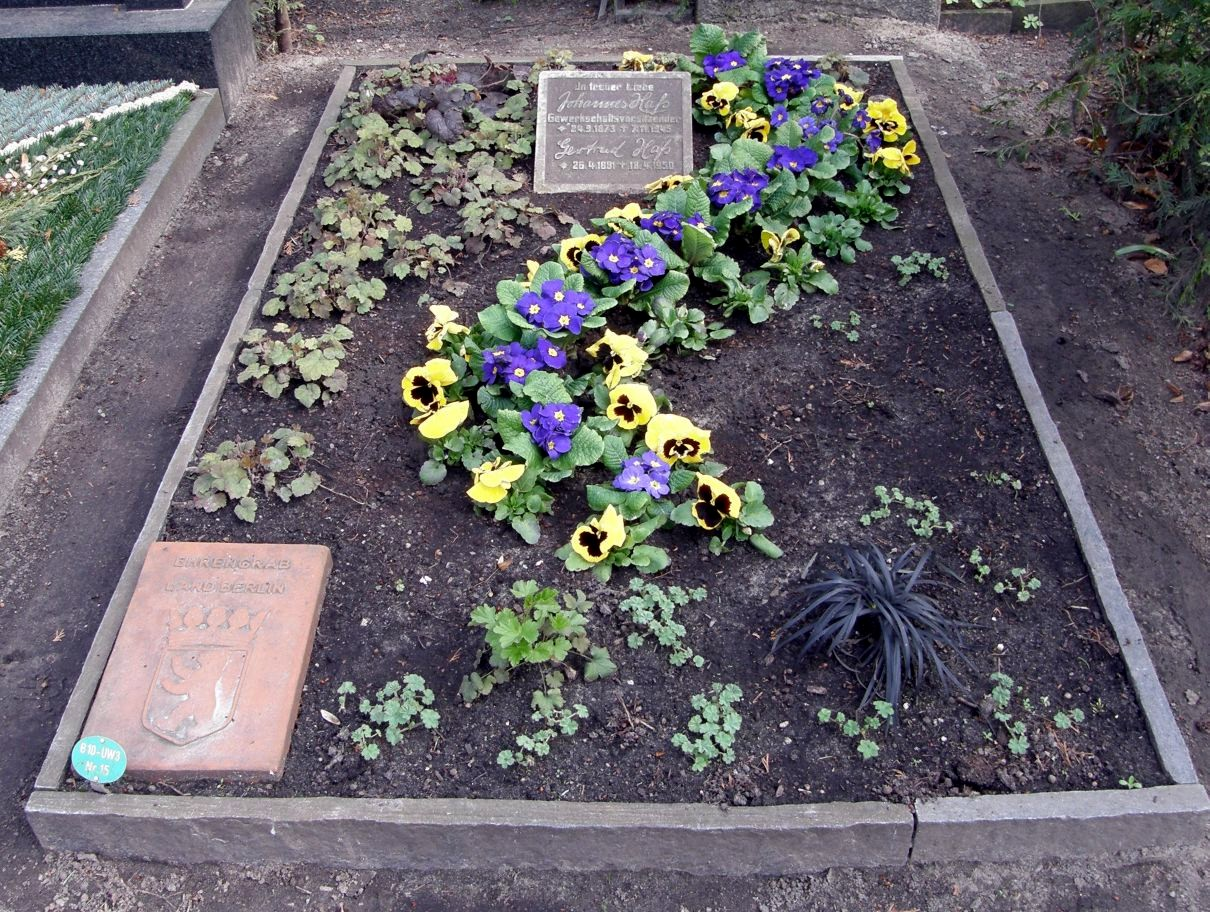
Grab von Johannes und Gertrud Haß auf dem Friedhof Wilmersdorf

Nach dem Zweiten Weltkrieg wurde Gertrud Hass bei der Wahl 1946 in die Bezirksverordnetenversammlung im Bezirk Reinickendorf gewählt.

## Autobiografie
- Gertrud Hass: Leben und Wirken: Von ihr selbst erzählt. arani-Verlag, Berlin-Grunewald 1956.